# Asymmetrie (Ethik)
Die Asymmetrie ist in der angewandten Ethik ein Paar naiver moralischer Überzeugungen, die das Erzeugen von Personen betreffen. Texte zur Asymmetrie beginnen typischerweise mit der Beobachtung, dass ausgehend vom Common Sense gesagt werden könne, dass es zwar einerseits so etwas wie „eine Pflicht gibt, die Existenz leidender Personen zu verhindern, aber keine entsprechende Pflicht oder Tugend, die Existenz glücklicher Personen zu bedingen“. Mit anderen Worten und etwas formaler besteht „die Asymmetrie“ aus den folgenden moralischen Überzeugungen:
1. „Die Aussicht auf ein Leben einer Person, die absolut miserabel dran wäre – jenseits der Schwelle eines lebenswerten Lebens – gilt als ein Grund, die Existenz dieser Person zu verhindern.“
2. „Die Aussicht auf ein Leben einer Person, deren Leben ein gutes und lebenswertes Leben wäre, gilt allein nicht als ein Grund dafür, die Existenz dieser Person zu bedingen.“[2]

Was es genau bedeutet, dass ein Leben (nicht mehr) als lebenswert oder als (k)ein gutes Leben gilt, ist typischerweise nicht Gegenstand der Diskussionen um die Asymmetrie. Es geht vielmehr um die scheinbare Eigenart, wie bei diesem Typ von Entscheidungen einerseits die Aussicht auf ein Übel einen guten Grund gegen eine Handlung liefert; die Aussicht auf ein scheinbar vergleichbares Gut aber keinen Grund für eine scheinbar vergleichbare Handlung darstellt.

## Einordnung
Aufbauend auf der analytischen Philosophietradition und insbesondere dem Werk von Derek Parfit zum sogenannten Nicht-Identitätsproblem hat sich ab den 1980er Jahren zu den obigen beiden Propositionen der Asymmetrie eine zunehmend eigenständige philosophische Debatte herauskristallisiert, die die Kohärenz dieser beiden Aussagen innerhalb von Theorien moralischer Begründungen hinterfragt. (McMahan 1981) gilt als erste Veröffentlichung, die die Asymmetrie problematisierte. Die Bezeichnung Asymmetry hat sich in diesen Debatten als ein stehender Begriff herausgestellt.

## Zur Verteidigung der Asymmetrie
(McMahan 2009) buchstabiert einige Möglichkeiten aus, die beide Teile der Asymmetrie begründen. Zunächst könne man etwa versuchen, die Asymmetrie bei Fortpflanzungsentscheidung auf eine allgemeinere Asymmetrie zwischen Handlungen, die verletzen, und Handlungen, die begünstigen, zurückzuführen: So, wie viele Denker Verletzungen stärker gewichteten als Begünstigungen, lasse sich das Bedingen der Existenz einer leidenden Person als eine Quasiverletzung auffassen und stärker gewichten als die Quasibegünstigung im Bedingen der Existenz einer glücklichen Person. Eine ähnliche Reduktion wird von (Persson 2009) kritisiert und von (Tooley 1998) verteidigt: Beide schlagen vor, das Bedingen einer leidvollen Existenz als eine Verletzung negativer Rechte der Person in spe aufzufassen. (McMahan 2009) sieht hier zweierlei Problemtypen:
- Einerseits seien Begünstigen und Verletzen vergleichende Begriffe. Verletzt werde eine Person von einer Handlung, wenn sie durch die Handlung schlechter dran ist als ohne die Handlung (wobei man hier einen zeitlichen oder kontrafaktischen Vergleich anstellen könnte). Die Person, die bei dem Bedingen der leidvollen Existenz aber „verletzt“ würde, existiert im Moment der Handlung nicht, und es bleibe daher fraglich, inwiefern mit der Befindlichkeit dieser nicht existierenden Person ein Vergleich angestellt werden könne, und folglich, inwiefern überhaupt von einer Verletzung im eigentlichen Sinne gesprochen werden könne.
- Andererseits sei die Asymmetrie zwischen Begünstigen und Verletzen „stärker“ als die Asymmetrie zwischen dem Erzeugen „glücklicher“ und „miserabler“ Personen, weil im Allgemeinen davon ausgegangen würde, dass eine Begünstigung als irgendwie moralisch positiv besetzt und nicht – wie in der Asymmetrie – nur als eine moralisch neutrale Möglichkeit oder individuelle Freiheit aufgefasst wird.

McMahan schlägt schließlich vor, zwischen handlungsbegründenden Funktionen von intrinsischen Gütern und Übeln sowie aufwiegenden Funktionen von Gütern und Übeln zu unterscheiden. Handlungsbegründend ist dabei ein Gut, wenn dessen Vorliegen geeignet ist, eine Handlung zu begründen. Aufwiegend im Gegensatz dazu ist ein guter Aspekt einer Handlung, wenn er zwar die mit einer Handlung verbundenen Übel aufwiegen kann, allerdings allein keinen Grund konstituiert, die Handlung zu setzen (für Übel ganz analog). Akzeptiert man diese verschiedenen Funktionen von Gütern und Übeln, ließe sich die Asymmetrie genau dann begründen, wenn vorausgesetzt wird, dass Güter, die keine existierenden Personen betreffen, nur eine aufwiegende, aber keine handlungsbegründende Funktion haben, und gleichzeitig von nichtpersonenbetreffenden Übeln vorausgesetzt würde, dass ihnen beide Funktionen zukommen. McMahan hält diesen Ausweg für eine Ad-hoc-Begründung, die sich aus ethischen Problemstellungen jenseits der Asymmetrie nicht motivieren oder wiederfinden lasse. (Algander 2012) widerspricht an dieser Stelle und führt entsprechende Beispiele an.
Eine andere Verteidigung der Asymmetrie hat (Roberts 2011) vorgeschlagen, die sie „Variabilismus“ nennt, da die zugeschriebene moralische Erheblichkeit von Handlungen mit dem Kontext, in dem die Handlung stattfindet, variiert. Demnach habe „der Verlust innerhalb einer möglichen Welt, in der die Person, die einen Verlust erfährt, existiert oder sicher existieren wird, volle moralische Erheblichkeit sowohl für Handlungen, die diesen Verlust bedingen, als auch für alternative Handlungen, die diesen Verlust vermeiden. Andererseits [habe] ein Verlust derselben Person innerhalb einer Welt, in der die Person niemals existiert, keine irgendwie geartete moralische Erheblichkeit.“

## Alternativen zur Asymmetrie
Die Probleme bei der Begründung der Asymmetrie haben manche Autoren veranlasst, Positionen zu finden, die jeweils Teile der Asymmetrie zurückweisen. Dafür gibt es verschiedene Strategien: Zunächst kann man, ähnlich wie bei Roberts’ „Variabilismus“, die Menge der von Moral betroffenen Personen einschränken. Insbesondere für utilitaristische Theorien ist eine Bestimmung dieser Menge kruzial. Dabei gibt es die Möglichkeiten, alle Personen in Betracht zu ziehen, unabhängig davon, ob sie existieren oder nicht („Totalismus“). Andererseits kann man nur tatsächlich existierende Personen in Betracht ziehen („Existentialismus“) oder notwendigerweise existierende Personen. Viele weitere Bestimmungen sind vorstellbar. In (McMahan 2009) wurde eine weitere Systematik der Positionen, die die Asymmetrie zurückweisen, vorgeschlagen:

### Subjektiv-symmetrische Positionen
Die subjektiv-symmetrischen Positionen gehen davon aus, dass sich moralische Übel immer auf die Erfahrungen von existierenden Subjekten beziehen müssen. Somit kann die subjektiv symmetrische Position zwar begründen, weshalb es moralisch neutral ist, glückliche Existenzen zu bedingen; sie muss aber die These, dass es (ceteris paribus) ein Übel wäre, eine Person mit der Aussicht auf ein miserables Leben in die Welt zu setzen, zurückweisen. Solch eine Positionierung ist in (Heyd 1994 S. 80 ff.) vorgeschlagen. Eine weitere kritisierte Schlussfolgerung dieser Position ist, dass es plötzlich einen erheblichen Unterschied macht, ob eine Existenz von vornherein verhindert wird oder unmittelbar nach ihrem Beginnen vernichtet wird.

### Unpersönlich-symmetrische Positionen
Unpersönlich-symmetrische Positionen gehen davon aus, dass es neben personenbezogenen Übeln und Gütern auch „unpersönliche Werte“ gibt; d. h. solche Übel und Güter, die sich nicht auf Ziele oder Erfahrungen von Individuen beziehen. Beispiele, die Vertreter für solche nicht-personenbezogenen Werte anführen würden, wären etwa bestimmte Begriffe von moralischer Gleichheit oder ein inhärenter Wert der Natur, wie er von Teilen der Umweltethik unterstellt wird. Relevanter für die Asymmetrie ist, dass die prospektive Existenz einer „glücklichen“ Person sich auch als solch ein impersonales Gut auffassen ließe. Symmetrisch ist die Position, weil die prospektiven positiven und negativen Erfahrungen der Personen in spe als unpersönliche Werte gleichermaßen in die ethische Abwägung mit einbezogen werden. Das hat zur Folge, dass sich der erste Teil der Asymmetrie begründen lässt. Allerdings wird es dann auch mindestens zu einer Tugend, die Existenz „glücklicher“ Personen zu bedingen. (Bradley 2013) optiert für solch eine Auflösung der Asymmetrie. Problematisiert wurde an dieser Auflösung – neben der Zurückweisung des zweiten Teils der Asymmetrie – auch, dass es unter ihren Vorzeichen mitunter ceteris paribus verwerflicher sein könnte, eine Existenz zu verhindern, als eine Existenz zu beenden, weil unter geeigneten Umständen bei der beendeten Existenz weniger glückliche Lebenszeit vorenthalten würde als bei der gänzlich verhinderten.

### Antinatalistische Position
Eine weitere Möglichkeit ist dadurch gegeben, unpersönliche Übel anzuerkennen – „weniger Leid ist immer besser als mehr Leid“ –, aber unpersönliche Güter zurückzuweisen: „Weniger Glück ist nur dann ein Übel, wenn eine Person individuiert werden kann, für die das Fehlen von Glück auch ein Übel ist.“ Diese Position erkennt den ersten Teil der Asymmetrie an, muss aber den zweiten Teil zurückweisen und implizieren, dass das Bedingen jeder personalen Existenz immer ein moralisches Übel darstellt, sofern diese Existenz nur irgendwelche intrinsischen Übel beinhalten werde. Sofern dieses Übel auch nicht aufgewogen werden kann, folgt schon, dass jede Fortpflanzung ein moralisches Übel darstellt. Diese Schlussfolgerung ordnet diese Auflösung in die sogenannten antinatalistischen Positionen (lat. anti „gegen“ und natalis „Geburt“) ein und wird in der analytischen Philosophie am prominentesten von David Benatar vertreten. Sie wurde aus einer Reflexion über die Asymmetrie entwickelt. Im Gegensatz zu anderen antinatalistischen Positionierungen wie etwa seitens der Church of Euthanasia, dem Voluntary Human Extinction Movement oder aber auch im Gegensatz zur Position von Schopenhauer und den antinatalistischen Teilen der Tiefenökologie setzt das Argument von Benatar kein misanthropes Weltbild voraus und kann affirmieren, dass personales Leben unter geeigneten Bedingungen im Großen und Ganzen ein gutes Leben ist.
Jenseits der Ereiferungen, die die antinatalistische Schlussfolgerung dieser Auflösung der Asymmetrie ausgelöst hat, argumentiert (McMahan 2009) mit einem Gedankenexperiment gegen Benatars Voraussetzungen: Angenommen, von zwei potentiellen Personen A und B sei bekannt, dass A ein miserables Leben von kurzer Dauer haben würde und B ein langes und im Großen und Ganzen lebenswertes Leben. Allerdings enthalte das Leben von B etwa aufgrund von Krankheit in der Summe eine erheblich längere miserable Zeit als das Leben von A und in dieser Zeit gehe es B mindestens vergleichbar schlecht wie A. Müsste man sich nun aus irgendwelchen Gründen zwischen dem Bedingen einer Existenz entweder vom Typ A oder B entscheiden, sei Benatar aufgrund seiner Voraussetzung zum kontraintuitiven Urteil gezwungen, die Existenz vom Typ A vorzuziehen. Benatar sieht diesen Zwang nicht und hält dagegen, dass im Moment der Entscheidung zwischen entweder A oder B beide Personen schon irgendwie existieren und daher die personenbezogenen Güter, die das Leben von B im Großen und Ganzen lebenswert machen, mit in die Entscheidung einbezogen werden können.